# Новостройка (Магаданская область)
Новостройка — упразднённый в 2004 году посёлок Ольского района Магаданской области России. Возник на побережье Охотского моря в начале 1930-х годов как рыболовная база.  

## География
Расположен на берегу Амахтонского залива Тауйской губы (Охотское море), возле впадения в залив реки Ойра.
Ближайшие насёленные пункты: Ойра — 10 км, Янский— 13 км, Армань — 19 км, Яна — 23 км, Тауйск — 26 км.
Расстояние до районного центра Ола 86 км.
Расстояние до областного центра Магадан 60 км.

## История
Новостройка заложена Дальстроем как рыбообрабатывающая база Охотского побережья. Такие же базы были в Оле, Ямске, Нояхане, бухте Гертнера. Рыбзавод в Новостройке входил в состав Арманского промхоза, к началу войны стал одним из лучших в Управлении рыбопромыслового хозяйства Дальстроя. В послевоенные годы Новостройковский рыбзавод оставался одним из лучших на Охотском побережье. В 1959 году в результате слияния двух рыбокомбинатов образовался Тауйский рыбокомбинат, он вошёл в его состав. Во второй половине 1970-х годов в связи с запретом на промышленный лов сельди Новостройковский рыбокомбинат был закрыт. В 1983 году в поселке образовано предприятие "Оларемтехпред", которое стало поселковой образующей организацией. В него входили несколько участков: гараж, ЛМУ, СТОЖ, строительный участок. Предприятие обслуживало всю Магаданскую область: транспортная логистика, работа с совхозами. В поселке был клуб, детский сад, начальная школа, большой спортзал, библиотека, фельдшерский и аптечный пункт, общественная баня, магазин. В поселке жило около 200 человек. Было построено 2 трехэтажных 18-ти квартирных благоустроенных дома. В 1994 году предприятие было расформировано, людям предложили в рекордные сроки перебраться либо в близлежащие поселки, либо дали компенсацию на переселение в ЦРС.
Упразднён в 2004 году Постановлением Магаданской областной думы N 771  от 13 февраля 2004 года рассмотрев  Решение Ольской районной думы от 29 декабря 2003 года. Вместе с Новостройкой упразднены населённы пункты Атарган и Сахарная Головка Ольского района.

## Экономика
Рыболовство.

## Транспорт
Автодорога 44Н-1. Водный транспорт.